# Atlides rustan
Atlides rustan is een vlinder uit de familie van de Lycaenidae. De wetenschappelijke naam van de soort werd als Papilio rustan in 1790 gepubliceerd door Caspar Stoll.

## Synoniemen
- Thecla macaria Swainson, 1822